# Aji amarillo
Aji amarillo è una cultivar di peperoncino della specie Capsicum baccatum originaria del Perù.
Molto popolare nella cucina peruviana, viene utilizzato nella preparazione di piatti come le salse ají, l'ají di gallina, il ceviche e gli anticuchos.